# Bože, čos’ ráčil slovenskému ľudu
Bože, čos’ ráčil slovenskému ľudu, známá tež jako Bože, čos' ráčil slovenskému rodu nebo Bože, čos' ráčil, je slovenská národní a křesťanská hymnická píseň. Píseň je zejména využívána Římskokatolickou církví na Slovensku při slovenských národních svátcích.
Skladbu nelze zaměňovat s českou velkomoravskou poutní písní Bože, cos ráčil.

## Vznik skladby
Text skadby napsal v roce 1917 katolický básník Ján Donoval známý jako Tichomír Milkin. Hudbu složil Mikuláš Schneider-Trnavský na motivy polské písně Boże, coś Polskę. Píseň je zařazena do slovenského Jednotného katolického zpěvníku pod číslem 524 s názvem Bože, čos' ráčil. Píseň měla být slovenskou náhradou za tehdejší uherskou chrámovou hymnu svatého Štěpána I., Ah, hol vagy, magyarok tündöklő csillaga, používanou v tehdejší katolické církvi na území Slovenska. Podíl na vzniku hymny měl též Andrej Ľudovít Radlinský. Píseň byla poprvé uvěřejněna v roce 1919 ve Slovenských ľudových novinách.

## Slova

### Kancionál
Bože, čos’ ráčil slovenskému rodu,
Po mnohoročnom ťažkom utrpení
láskavo vrátiť slobodnú zas hrudu,
aby žil na nej, jarma pozbavený.
Zdobený vencom slobody, cti, práva:
nech sa ti za to večná vďaka vzdáva,
nech sa ti za to večná vďaka vzdáva!

### Originální verze
Bože, čos’ ráčil slovenskému ľudu
po tisícročnom hroznom utrpení
láskavo vrátiť otcovskú zas hrudu,
aby žil na nej jarma pozbavený.
Zdobený vencom slobody, cti, práva,
nech sa ti za to večná sláva vzdáva!
Vrahovia naši vykynožiť chceli
slovenský národ s jeho rečou sladkou,
hnali ho pod meč vo svetovej meli,
po nej ho chceli zbaviť zemských statkov,
lež ty si, Bože, zmenil zámer vraha,
ako dym jeho zmarila sa snaha.
V údoliach krásnych Pokarpatských krajov
slovenský národ, čo pán, zem si orie,
od Dunaja až ta, kde tečie Šajov,
jemu sa vlní zlatých klasov more.
Ty si mu, Bože, daroval to navždy,
za vernosť, a nie za zbojnícke vraždy!
Žiadame Teba, Bože, sveta Pane!
Mysle blud rozptýľ, jak hmlu žiarou svetla,
umravni srdce, čo hriech mámi klamne,
aby nám vždy len pravá rozkoš kvetla.
Zákon tvoj voď nás stále v zemskej púti,
potom nám noha nikdy nezablúdi.
Za mrav a vieru, za otčinu drahú
do chlapa všetci chyťme ostré zbroje!
Hrdinsky v odpor postavme sa vrahu,
obrániť matky, ženy, dietky svoje.
Ó, a ty, Bože, víťazstvo daj dobru!
O milosť nech vždy previnilci žobrú!
V súžení veľkom ako v ohni zlato,
od trosiek hriechu očistil už nás si,
Bože náš dobrý! podistým len na to,
by si nás zdobil vencom večnej spásy.
Slovensko naše, slovenskú tiež čeľaď,
Bože náš veľký: oblaž, osláv, zveľaď!